# Amado Boudou
Pour les articles homonymes, voir Boudou.
 (janvier 2017).
Amado Boudou, né le 19 novembre 1962 à Buenos Aires, est un économiste et homme d'État argentin, membre du Front pour la victoire. Il est vice-président de la Nation du 10 décembre 2011 au 10 décembre 2015, sous la présidence de Cristina Fernández de Kirchner.

## Biographie

### Ascendance
Deux des arrière-grands-parents d'Amado Boudou, Frédéric Boudou et Eugénie Vernhes étaient Français, originaires de Durenque, en Aveyron. Ils émigrèrent en 1903 avec leurs sept enfants vers Pigüé où Clément Cabanettes installa à la fin du XIXe siècle une colonie forte d'une centaine de personnes, toutes d'origine aveyronnaise. L'association Rouergue-Pigüé, présidée par Nathalie Auguy-Périé, ancienne maire de Saint-Côme-d'Olt, maintient des liens permanents entre les Aveyronnais et les descendants des émigrés. L'ex-vice-président argentin possède encore de la famille en Aveyron.

### Carrière
Il occupe plusieurs postes dans la fonction publique comme celui de directeur de l'Agence nationale de la sécurité sociale (ANSES).
Le 8 juillet 2009, il devient ministre de l'Économie (en).
Candidat à la vice-présidence aux côtés de Cristina Fernández de Kirchner lors de l'élection présidentielle du 23 octobre 2011, il entame son mandat le 10 décembre suivant, à la suite de la réélection dès le premier tour de Kirchner, avec 53,96 % des voix. À l'issue de son mandat de quatre ans, il quitte ses fonctions, où lui succède Gabriela Michetti.

### Condamnation pour corruption
Le 3 novembre 2017, il est placé en détention provisoire dans une affaire d’enrichissement illicite et de blanchiment d’argent. Il est libéré le 13 janvier 2018 et placé en résidence surveillée à Buenos Aires en attendant son procès.
Le 7 août 2018, il est condamné à six ans de prison pour corruption et écroué.